# Baronia de Sant Boi
La baronia de Sant Boi va ser una jurisdicció nobiliària amb centre al castell de Sant Boi de Llobregat, que es va formar per segregació de la baronia d'Eramprunyà. Apareix documentat amb aquest nom des del 1523, quan Antoni de Cardona i Enríquez comprà el castell de Sant Boi als Torrelles.
La Baronia de Sant Boi fa referència a la senyoria del castell, perquè en temps medieval al terme de Sant Boi hi havia fins a vuit senyories (set de feudals junt amb la senyoria de l'església de Sant Baldiri). Cal tenir en compte que el municipi del Prat de Llobregat en aquells temps formava part de Sant Boi fins que l'any 1556 es va segregar. En el nucli de la vila hi havia tres jurisdiccions feudals: la del Castell, el barri Reial i la Pobla Arlovina.
El Castell formava part del patrimoni comtal fins que l'any 1238 per mitjà de donació passa a mans de Guillem de Llacera (la cera). La senyoria del castell passar successivament als Marc, Rosanes, Torrelles i als Cardona. Durant la guerra civil catalana de 1462 a 1472, Joan de Torrelles, senyor de Sant Boi, fou fidel a la Generalitat i fou derrotat per Jaume March, Senyor d'Eramprunyà (Gavà), partidari del Rei Joan II i li va arrabassar el castell. Pocs mesos més tardar Joan II li restituí el castell de Sant Boi a canvi del seu vassallatge. El seu successor, també dit Joan de Torrelles, l'any 1480, cedí a canvi de diners el castell de Sant Boi al seu nebot Anton Joan de Torrelles dit el Pelegrí, fill de la seva germana Dolça de Torrelles i d'Anton Pelegrí, comerciant molt important. Galcerà Pelegrí i Torrelles ven la seva possessió l'any 1522 a Antoni de Cardona i a Maria de Requesens, esdevenint així nous Barons de Sant Boi.
Antoni de Cardona i Enríquez fou succeït pel seu fill Joan de Cardona i de Requesens, baró de Sant Boi, capità general de les Galeres de Sicília i Nàpols, Virrei de Navarra. La baronia passà a mans de Balasc d'Alagó-Arborea i Boter, comte de Villasor (Sardenya), pel matrimoni d'aquest amb Anna de Cardona i de Requesens (filla i germana respectivament dels anteriors barons). Els descendents de Balasc foren marquesos de Santa Cruz que ostentaren la baronia.